# Synagoge (Pawliwka)

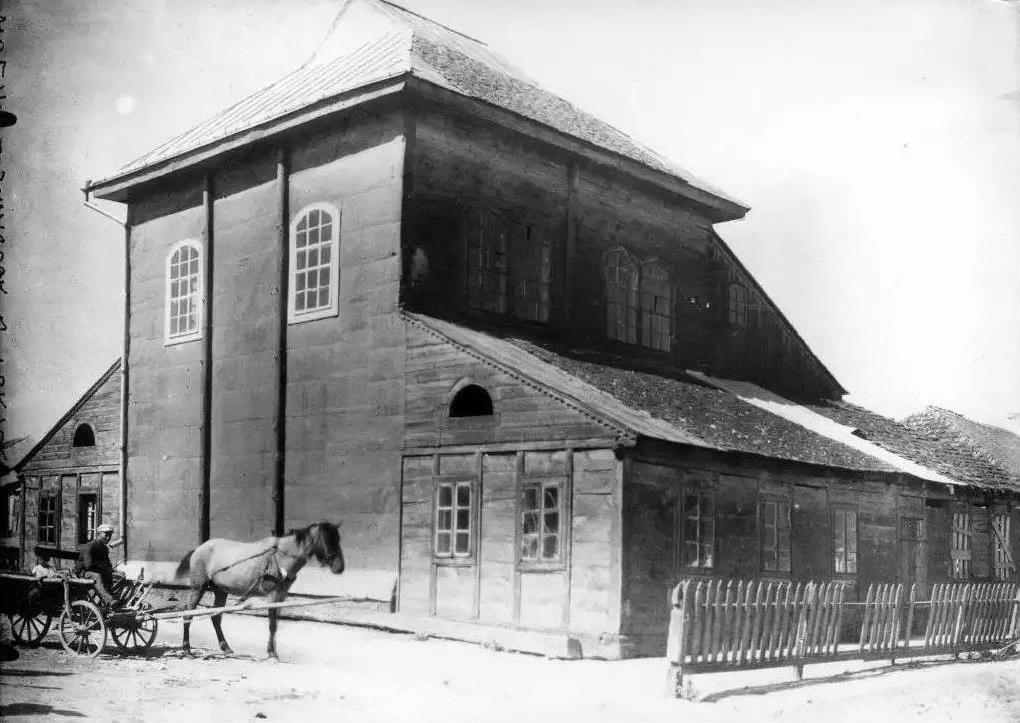
Synagoge von Nordost (1930)

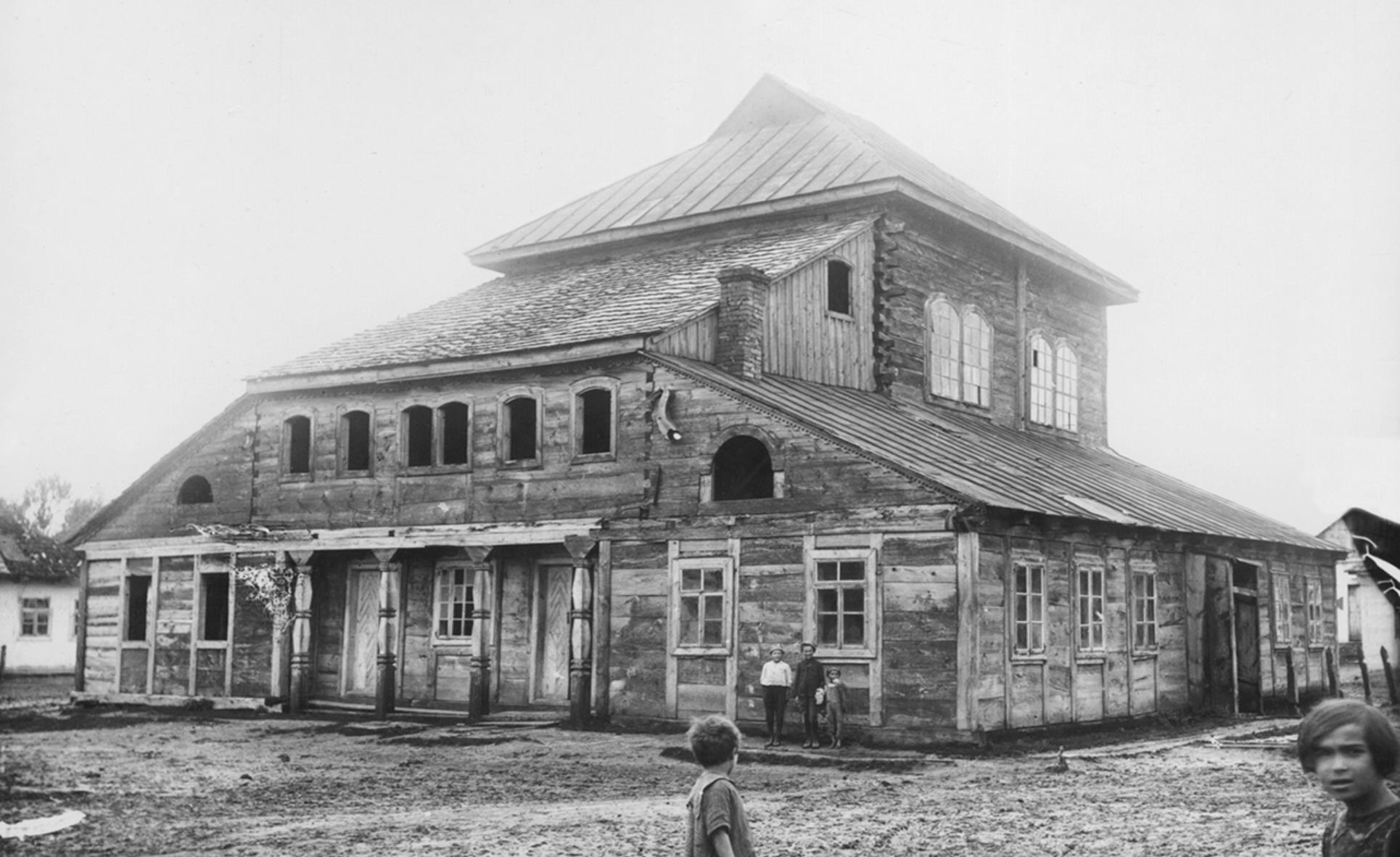
Synagoge von Südwest (1920er Jahre)

Die Synagoge in Pawliwka, einer Ortschaft in der ukrainischen Oblast Wolyn, wurde im 18. Jahrhundert erbaut und im Verlauf des Zweiten Weltkriegs zerstört.

## Beschreibung
Das Gebäude hatte im Vergleich zu anderen Holzsynagogen in der Region ungewöhnliche Proportionen. So war es im Vergleich zu der quadratischen Grundfläche der Haupthalle ungewöhnlich hoch und auch ist deren Fläche geringer als die Gesamtfläche der sie umgebenden Räume.
Im Eingangsbereich ist das Vestibül, dem ein von Holzsäulen gestützter Arkadengang vorgelagert war. Darüber befand sich der Gebetsraum der Frauen. Entlang den Seitenwänden im Süden und Norden waren in voller Länge zwei Anbauten, die weitere Räume enthielten.
Die Fenster der Haupthalle waren sehr hoch angebracht; je zwei Zwillingsfenster oberhalb der Anbauten sowie zwei einfache an der Ostwand. Sie waren, ebenso wie die (kleineren) Fenster oberhalb des Vestibüls, durch Kreissegmente abgeschlossen. Die Fenster der Anbauten an den Seiten waren rechteckig.
Das Hauptgebäude hatte ein Walmdach, das nach oben in ein kleines Giebeldach überging. Die anderen Teile hatten Pultdächer.
Ob Vestibül und Seitenanbauten zeitgleich oder später errichtet wurden, ist unbekannt. Für zeitgleich spricht der symmetrische Plan, während für eine spätere Zeit die unterschiedlichen Wandkonstruktionen sprechen.